# Michal Bárta (lední hokejista)
Michal Bárta (* 27. října 1987, Hradec Králové) je český hokejový útočník, momentálně působící v týmu HC Dynamo Pardubice.

## Kariéra
Od roku 2003 do roku 2007 působil v juniorských týmech libereckých Tygrů. V roce 2006 odehrál taky jeden zápas za extraligový tým a 17 utkání v týmu HC Vlci Jablonec nad Nisou. Mezi lety 2007 a 2008 nastupoval také za týmy SK Horácká Slavia Třebíč a HC Benátky nad Jizerou, kde na střídačku s Libercem působí dodnes. Odehrál také několik zápasů v prvoligovém a druholigovém play-off.
Nastoupil také za Tygry Liberec v prestižním turnaji Tipsport Hockey Cup.

## Hráčské statistiky

### Mládežnické celky
- HC Bílí Tygři Liberec dorost – 2003/2004 51 zápasů, 19 branek, 10 asistencí, 29 bodů
- HC Bílí Tygři Liberec junioři – 2004/2007 109 zápasů, 26 branek, 29 asistencí, 55 bodů

### 2. liga
- HC Vlci Jablonec nad Nisou – 2006/2009 43 zápasů, 20 branek, 14 asistencí, 34 bodů

### 1. liga
- SK Horácká Slavia Třebíč – 2007/2008 32 zápasů, 0 branek, 0 asistencí, 0 bodů
- HC Benátky nad Jizerou – 2008/2009 54 zápasů, 3 branky, 5 asistencí, 8 bodů

### Extraliga
- HC Bílí Tygři Liberec – 2006/2009 25 zápasů, 12 branek, 1 asistence, 13 bodů

### Celkem
- 2003/2009 297 zápasů, 69 branek, 58 asistencí, 127 bodů